# Till Buhoglindă
Till Buhoglindă (în germană Till Eulenspiegel) este un personaj popular din Germania și Țările de Jos, care deconspiră prostia și răutatea lumii în care trăiește.
Echivalentul lui Buhoglindă în cultura populară românească este Păcală.

## Nume
Numele inițial Eulenspiegel este compus din substantivele Eule („bufniță”) și Spiegel („oglindă”). 

## Traduceri
Prima traducere în română a povestirilor despre Eulenspiegel a fost publicată în anul 1840 la Brașov de Ioan Barac: Toată viața, istețiile și faptele minunatului Tilu Buhoglindă (cu numeroase reeditări).